# A New Kind of Science
A New Kind of Science (Un nouveau type de science), souvent référé par ses initiales NKS, est un livre best-seller, écrit par Stephen Wolfram, et publié par sa société Wolfram Research sous le nom de publication Wolfram Media, en 2002. Il contient une étude empirique et systématique des systèmes computationnels tels que les automates cellulaires. Wolfram appelle ces systèmes des programmes simples et soutient que la philosophie scientifique et les méthodes appropriées pour l'étude de programmes simples sont pertinentes dans d'autres domaines de la science.

## Contenus

### Le calcul et ses implications
La thèse, élaborée dans le livre A New Kind of Science (NKS), est composée de deux parties : d'une part, elle soutient que la nature de l'informatique doit être explorée expérimentalement et, d'autre part, que les résultats de ces expériences ont une grande pertinence pour comprendre le monde physique. Depuis ses débuts dans les années 1930, le calcul a été principalement abordé à partir de deux traditions : l'ingénierie qui cherche à construire des systèmes pratiques à l'aide de calculs et les mathématiques qui cherchent à prouver les théorèmes sur le calcul. Cependant, aussi récemment que dans les années 1970, l'informatique a été décrite comme étant à la croisée des traditions mathématiques, empiriques et d'ingénierie.
Wolfram introduit une troisième tradition de grande importance : la recherche systématique et empirique des systèmes informatiques eux-mêmes. D'où les mots « Nouveau » et « Science » qui apparaissent dans le titre du livre. Après avoir étudié les systèmes informatiques, Wolfram a conclu qu'une toute nouvelle méthode était nécessaire. Pour Wolfram, les mathématiques traditionnelles ne parvenaient pas à décrire la complexité observée dans les systèmes. Grâce à une combinaison d'expériences et d'hypothèses théoriques, le livre présente une nouvelle méthode que Wolfram considère comme le moyen le plus réaliste d'étudier scientifiquement les systèmes complexes.

### Programmes simples
Le thème de base du « nouveau type de science » de Wolfram est l'étude de règles abstraites simples, essentiellement des programmes informatiques élémentaires. Dans presque tous les types de systèmes computationnels, on trouve facilement des exemples de grande complexité parmi ses cas les plus simples. Cela semble être vrai malgré les composantes du système et les détails de configuration. Les systèmes explorés dans ce livre comprennent les automates cellulaires en une, deux et trois dimensions, les automates mobiles, les machines de Turing en 1 et 2 dimensions, les diverses variétés de substitution et systèmes de réseau, les fonctions récursives primitives, les fonctions récursives insérées, les combinateurs, les systèmes de tague, les machines à registres, les nombres palindromes et de nombreux autres systèmes.
Pour qu'un programme soit qualifié de simple, il y a plusieurs exigences : 
1. Son fonctionnement peut être complètement expliqué par une simple illustration graphique.
2. Il peut être complètement expliqué en quelques phrases du langage humain.
3. Il peut être implémenté dans un langage informatique en utilisant seulement quelques lignes de code.
4. Le nombre de ses variations possibles est suffisamment petit pour que toutes puissent être calculées.

Généralement, les programmes simples ont tendance à avoir un schéma abstrait très simple. Les automates cellulaires simples, les machines de Turing et les combinateurs sont des exemples de tels schémas, tandis que les automates cellulaires plus complexes ne sont pas nécessairement qualifiés de programmes simples. Il est également possible d'inventer de nouveaux schémas, notamment pour capturer le fonctionnement des systèmes naturels. La principale caractéristique des programmes simples est qu’un pourcentage important d’entre eux sont capables de produire une grande complexité. La simple énumération de toutes les variantes possibles de presque tous les types de programmes nous conduit rapidement à des exemples qui se comportent de manière inattendue et intéressante. Cela mène à la question suivante : si le programme est si simple, d'où vient la complexité ? Dans un sens, il n'y a pas assez de place dans la définition du programme pour encoder directement tout ce que le programme peut faire. Par conséquent, les programmes simples peuvent être considérés comme un exemple minimal d'émergence. Une déduction logique de ce phénomène est que si les détails des règles du programme ont peu de relation directe avec son comportement, alors il est très difficile de concevoir directement un programme simple pour effectuer un comportement spécifique. Une autre approche consiste à essayer de concevoir un schéma computationnel global simple, puis à effectuer une recherche exhaustive à travers toutes les composantes possibles pour le meilleur ajustement.
Les programmes simples sont capables d'une gamme remarquable de comportements. Certains se sont avérés être des ordinateurs universels. D'autres présentent des propriétés familières de la science traditionnelle, telles que le comportement thermodynamique, le comportement du continuum, les quantités conservées, la percolation, la dépendance sensible aux conditions initiales, etc. Ils ont été utilisés comme modèles de trafic, de rupture de matériaux, de croissance cristalline, de croissance biologique et de divers phénomènes sociologiques, géologiques et écologiques. Une autre caractéristique des programmes simples est que, selon le livre, leur complication semble avoir peu d'effet sur leur complexité globale. Un nouveau type de science soutient que c'est la preuve que des programmes simples sont suffisants pour saisir l'essence de presque n'importe quel système complexe. 

### Exploration de l'univers computationnel
Pour étudier des règles simples et leur comportement souvent complexe, Wolfram estime qu'il est nécessaire d'explorer systématiquement tous les systèmes computationnels et de documenter ce qu'ils font. Il estime que cette étude devrait devenir une nouvelle branche de la science, comme la physique ou la chimie. L'objectif fondamental de ce domaine est de comprendre et caractériser l'univers computationnel à l'aide de méthodes expérimentales. 
La nouvelle branche proposée de l'exploration scientifique admet des formes de production scientifique très différentes. Par exemple, les classifications quantitatives telles que celles qui apparaissent en biologie sont souvent le résultat d'incursions dans la jungle computationnelle. D'autre part, des démonstrations explicites que certains systèmes calculent telle ou telle fonction sont également admissibles. Il existe également certaines formes de production qui sont uniques d'une manière ou d'une autre dans ce domaine d'étude. Par exemple, la découverte des mécanismes computationnels qui émergent dans différents systèmes mais de manières étrangement différentes. 
Un autre type de production implique la création de programmes pour l'analyse des systèmes computationnels. Dans le cadre du « nouveau type de science » (NKS), ces programmes doivent être simples et soumis aux mêmes objectifs et à la même méthodologie. Une extension de cette idée est que l'esprit humain est lui-même un système computationnel, et donc lui fournir des données brutes de la manière la plus efficace possible est crucial pour la recherche. Wolfram estime que les programmes et leur analyse devraient être visualisés aussi directement que possible, et examinés de manière exhaustive par des milliers de personnes ou plus. Comme ce nouveau domaine concerne des règles abstraites, il peut en principe aborder des questions pertinentes pour d'autres domaines de la science. Cependant, l'idée de Wolfram est que des idées nouvelles et des mécanismes peuvent être découverts dans l'univers computationnel, où ils peuvent être représentés sous leurs formes les plus simples, et que d'autres domaines peuvent ensuite choisir parmi ces découvertes celles qu'ils jugent pertinentes. 
Wolfram a depuis déclaré : « Une leçon essentielle de A New Kind of Science est qu'il y a beaucoup de richesses incroyables dans l'univers computationnel. Et l'une des raisons essentielles est que cela signifie qu'il y a beaucoup de choses incroyables que nous pouvons exploiter et utiliser pour nos objectifs. »

### Science abstraite systématique
Si Wolfram préconise des programmes simples en tant que discipline scientifique, il affirme également que sa méthodologie va révolutionner d'autres domaines de la science. Le fondement de son argument est que l'étude de programmes simples est la forme minimale possible de science, fondée à la fois sur l'abstraction et l'expérimentation empirique. Chaque aspect de la méthodologie préconisée dans le « nouveau type de science » (NKS) est optimisé pour rendre l'expérimentation aussi directe, facile et significative que possible tout en maximisant les chances que l'expérience produise quelque chose d'inattendu. Tout comme cette méthodologie permet d'étudier les mécanismes computationnels dans leurs formes les plus simples, Wolfram soutient que le processus de cette étude s'appuie sur la base mathématique du monde physique et a donc beaucoup à offrir aux sciences. 
Wolfram soutient que les réalités computationnelles de l'univers rendent la science difficile pour des raisons fondamentales. Mais il soutient également qu'en comprenant l'importance de ces réalités, nous pouvons apprendre à les utiliser en notre faveur. Par exemple, au lieu de faire de la rétro-ingénierie à partir de l'observation, nous pouvons énumérer des systèmes et essayer de les faire correspondre aux comportements que nous observons. Un thème majeur du « nouveau type de science » (NKS) est l'étude de la structure de l'espace des possibilités. Wolfram soutient que la science est beaucoup trop ad hoc, en partie parce que les modèles utilisés sont trop compliqués et inutilement organisés autour des primitives limitées des mathématiques traditionnelles. Wolfram préconise l'utilisation de modèles dont les variations sont innombrables et dont les conséquences sont simples à calculer et à analyser. 

### Fondements philosophiques

#### Irréductibilité computationnelle
Wolfram affirme que l'une de ses réalisations consiste à fournir un système d'idées cohérent qui justifie le calcul en tant que principe d'organisation de la science. Par exemple, il affirme que le concept d'irréductibilité computationnelle (selon lequel certains calculs complexes ne se prêtent pas aux raccourcis et ne peuvent pas être « réduits »), est en fin de compte la raison pour laquelle les modèles computationnels de nature doivent être considérés en plus des modèles mathématiques traditionnels. De même, son idée de la génération d'un caractère aléatoire intrinsèque (selon laquelle les systèmes naturels peuvent générer leur propre caractère aléatoire, plutôt que d'utiliser la théorie du chaos ou des perturbations stochastiques) implique que les modèles computationnels n'ont pas besoin d'inclure un caractère aléatoire explicite. 

#### Principe d'équivalence computationnelle
Sur la base de ses résultats expérimentaux, Wolfram a développé le « principe d'équivalence computationnelle » (principle of computational equivalence, en anglais). Le principe stipule que les systèmes trouvés dans l'environnement naturel peuvent effectuer des calculs jusqu'à un niveau maximal (« universel ») de puissance computationnelle. La plupart des systèmes peuvent atteindre ce niveau. En principe, les systèmes calculent les mêmes choses qu'un ordinateur. Le calcul est donc simplement une question de traduction des entrées et des sorties d'un système à un autre. Par conséquent, la plupart des systèmes sont équivalents sur le plan du calcul. Les exemples proposés sur de tels systèmes sont le fonctionnement du cerveau humain et l'évolution des systèmes météorologiques. 
Le principe peut être réaffirmé comme suit : presque tous les processus qui ne sont pas simples de manière évidente sont d'une sophistication équivalente. De ce principe, Wolfram tire un ensemble de déductions concrètes qui, selon lui, renforcent sa théorie. La plus importante d'entre elles est sans doute l'explication des raisons pour lesquelles nous expérimentons l'aléatoire et la complexité : souvent, les systèmes que nous analysons sont tout aussi sophistiqués que nous. Ainsi, la complexité n'est pas une qualité particulière des systèmes, comme le concept de « chaleur », mais simplement une étiquette pour tous les systèmes dont les calculs sont sophistiqués. Wolfram soutient que la compréhension de ce concept rend possible la « science normale » du paradigme de NKS. 
Au niveau le plus profond, Wolfram soutient que, comme beaucoup d'idées scientifiques importantes, le principe de l'équivalence computationnelle permet à la science d'être plus générale en mettant en évidence de nouvelles façons dont les humains ne sont pas « spéciaux ». C'est-à-dire qu'il a été affirmé que la complexité de l'intelligence humaine nous rend spéciaux, mais le principe affirme le contraire. D'une certaine manière, de nombreuses idées de Wolfram sont basées sur la compréhension du processus scientifique (y compris l'esprit humain) comme fonctionnant dans le même univers que celui qu'il étudie, plutôt que de se trouver en dehors de celui-ci. 

### Applications et résultats
Le livre NKS contient un certain nombre de résultats et d'idées spécifiques qui peuvent être organisés en plusieurs thèmes. Les exemples et les applications ont un thème commun : la démonstration qu'il suffit d'un minimum de complexité pour obtenir un comportement intéressant, et la façon dont la méthodologie appropriée peut découvrir ce comportement. 
Tout d'abord, il existe plusieurs cas où le livre du NKS présente ce qui constituait, au moment de la composition du livre, le système connu le plus simple d'une certaine classe qui présente une caractéristique particulière. Parmi les exemples, on peut citer la première fonction récursive primitive qui aboutit à la complexité, la plus petite machine de Turing universelle et l'axiome le plus court pour le calcul des propositions. Dans le même ordre d'idées, Wolfram fait également la démonstration de nombreux programmes simples qui présentent des phénomènes tels que les transitions de phase, les quantités conservées, le comportement du continuum et la thermodynamique qui sont familiers de la science traditionnelle. Des modèles computationnels simples de systèmes naturels comme la croissance des coquilles, la turbulence des fluides et la phyllotaxie constituent une dernière catégorie d'applications qui s'inscrivent dans ce thème. 
Un autre thème commun est de considérer les faits concernant l'univers computationnel dans son ensemble et de les utiliser pour raisonner sur les champs de manière holistique. Par exemple, Wolfram explique comment les faits sur l'univers computationnel alimentent la théorie de l'évolution, le SETI, le libre arbitre, la théorie de la complexité computationnelle et des domaines philosophiques comme l'ontologie, l'épistémologie et même le postmodernisme. 
Wolfram suggère que la théorie de l'irréductibilité computationnelle pourrait apporter une solution à l'existence du libre arbitre dans un univers nominalement déterministe. Il affirme que le processus computationnel dans le cerveau de l'être doté de libre arbitre est en fait suffisamment complexe pour ne pas pouvoir être saisi dans un calcul plus simple, en raison du principe de l'irréductibilité computationnelle. Ainsi, bien que le processus soit effectivement déterministe, il n'y a pas de meilleur moyen pour déterminer la volonté de l'être que de mener l'expérience et de laisser l'être l'exercer. 
Le livre contient également un grand nombre de résultats individuels, autant expérimentaux qu'analytiques, sur ce qu'un automate particulier calcule, ou sur ses caractéristiques, en utilisant certaines méthodes d'analyse. 
Le livre contient un nouveau résultat technique dans la description de l'exhaustivité de Turing de l'automate cellulaire de la règle 110. De très petites machines de Turing peuvent simuler la règle 110, ce que Wolfram démontre en utilisant une machine de Turing universelle à 2 états et 5 symboles. Wolfram suppose qu'une machine de Turing particulière à 2 états et 3 symboles est universelle. En 2007, dans le cadre de la commémoration du cinquième anniversaire du livre, la société de Wolfram a offert un prix de 25 000 dollars pour prouver que cette machine de Turing était bien universelle. Alex Smith, un étudiant en informatique de Birmingham, au Royaume-Uni, a remporté le prix plus tard dans l'année en prouvant l'hypothèse de Wolfram,. 

## École d'été NKS
Chaque année, Wolfram et son groupe d'instructeurs organisent une école d'été. De 2003 à 2006, ces cours ont eu lieu à l'université de Brown. En 2007, l'université du Vermont à Burlington a commencé à accueillir l'école d'été, à l'exception de l'année 2009 qui s'est tenue à l'Istituto di Scienza e Tecnologie dell'Informazione du CNR à Pise, en Italie. En 2012, le programme s'est déroulé au Curry College à Milton, au Massachusetts. Depuis 2013, l'école d'été de Wolfram se tient chaque année à l'université de Bentley à Waltham, au Massachusetts. Après 14 écoles d'été consécutives, plus de 550 personnes y ont participé, dont certaines ont continué à développer leurs projets de recherche sur 3 semaines dans le cadre de leur thèse de Master ou de Doctorat. Certaines des recherches effectuées dans le cadre de ces écoles d'été ont donné lieu à des publications,,.

## Impact sur les médias
Le livre Un nouveau type de science a reçu une large publicité dans les médias, générant plusieurs articles dans des publications telles que The New York Times, Newsweek, Wired, et The Economist. Certains scientifiques ont critiqué le livre comme étant abrasif et arrogant, et ont perçu un défaut fatal, à savoir que les systèmes simples tels que les automates cellulaires ne sont pas assez complexes pour décrire le degré de complexité présent dans les systèmes évolués, et ont observé que Wolfram a ignoré les recherches catégorisant la complexité des systèmes,. Bien que les critiques acceptent le résultat de Wolfram montrant un calcul universel, ils le considèrent comme mineur et contestent la prétention de Wolfram à un changement de paradigme. D'autres ont trouvé que le travail contenait des idées précieuses et rafraîchissantes,. Wolfram a répondu à ses critiques dans une série d'articles de blog,. 
Dans un article publié le 3 avril 2018, A New Kind of Science figurait parmi les 190 livres recommandés par Bill Gates. 

### Philosophie scientifique
Selon un principe du NKS, plus le système est simple, plus il est probable qu'une de ses versions se répète dans une grande variété de contextes plus complexes. Par conséquent, le NKS soutient que l'exploration systématique de l'espace des programmes simples conduira à une base de connaissances réutilisables. Cependant, de nombreux scientifiques pensent que de tous les paramètres possibles, seuls certains se produisent réellement dans l'univers. Par exemple, de toutes les permutations possibles des symboles composant une équation, la plupart seront essentiellement dénuées de sens. Le NKS a également été critiqué pour avoir affirmé que le comportement des systèmes simples est en quelque sorte représentatif de tous les systèmes. 

### Méthodologie
On reproche souvent au NKS de ne pas suivre une méthode scientifique établie. Par exemple, le NKS n'établit pas de définitions mathématiques rigoureuses, ni ne tente de prouver des théorèmes, et la plupart des formules et des équations sont écrites en Mathematica plutôt qu'en notation standard. Dans le même ordre d'idées, le NKS a également été critiqué pour son aspect très visuel, avec beaucoup d'informations véhiculées par des images qui n'ont pas de signification formelle. Il a également été critiqué pour ne pas avoir utilisé les recherches modernes dans le domaine de la complexité, en particulier les travaux qui ont étudié la complexité d'un point de vue mathématique rigoureux. Et il a été critiqué pour avoir déformé la théorie du chaos : « Tout au long du livre, il assimile la théorie du chaos au phénomène de la dépendance sensible aux conditions initiales (SDIC). » 

### Utilité
Le NKS a été critiqué pour ne pas avoir fourni de résultats spécifiques qui seraient immédiatement applicables à la recherche scientifique actuelle. On a également critiqué, implicitement et explicitement, le fait que l'étude de programmes simples n'a que très peu de rapport avec l'univers physique et qu'elle est donc d'une valeur limitée. Steven Weinberg a fait remarquer qu'aucun système du monde réel n'a été expliqué de manière satisfaisante à l'aide des méthodes de Wolfram. 

### Principe d'équivalence computationnelle
Le principe d'équivalence computationnelle a été critiqué parce qu'il est vague, non mathématique et qu'il ne permet pas de faire des prévisions directement vérifiables. Il a également été critiqué pour être contraire à l'esprit de la recherche en logique mathématique et à la théorie de la complexité computationnelle, qui cherchent à faire des distinctions fines entre les niveaux de sophistication computationnelle, et pour avoir confondu à tort différents types de propriétés d'universalité. En outre, des critiques comme Ray Kurzweil ont fait valoir que cette approche ignore la distinction entre le matériel et les logiciels. Si deux ordinateurs peuvent être équivalents en termes de puissance, cela ne signifie pas pour autant que deux programmes qu'ils pourraient exécuter sont également équivalents. D'autres suggèrent qu'il ne s'agit guère plus que d'une redéfinition de la thèse de Church. 

### La théorie fondamentale (Chapitre 9 du livreNKS)
Les spéculations de Wolfram concernant une orientation vers une théorie fondamentale de la physique ont été critiquées comme étant vagues et obsolètes. Scott Aaronson, professeur d'informatique à l'Université du Texas à Austin, affirme également que les méthodes de Wolfram ne peuvent être compatibles à la fois avec la relativité restreinte et les violations du théorème de Bell, et ne peuvent donc pas expliquer les résultats observés des expériences sur les inégalités de Bell. Cependant, les arguments d'Aaronson sont soit justes et s'appliquent à l'ensemble du domaine scientifique de la gravité quantique qui cherche à trouver des théories unifiant la relativité et la mécanique quantique, soit ils sont fondamentalement erronés (par exemple dans le cadre d'une théorie du superdéterminisme à variables cachées non locales reconnue par Bell lui-même), et même explorés par le prix Nobel de physique Gerard 't Hooft. 
Edward Fredkin et Konrad Zuse ont été les pionniers de l'idée d'un univers calculable. Le premier a mentionné dans son livre la façon dont le monde pourrait ressembler à un automate cellulaire, et plus tard, Fredkin a développé en utilisant un modèle de jouet appelé Salt. On a prétendu que le NKS essayait de s'approprier ces idées, mais le modèle de l'univers de Wolfram est un réseau de réécriture, et non un automate cellulaire, car Wolfram lui-même a suggéré qu'un automate cellulaire ne peut pas prendre en compte des caractéristiques relativistes telles que l'absence de cadre temporel absolu. Jürgen Schmidhuber a également accusé que ses travaux sur la physique calculable de la machine de Turing ont été volés sans attribution, à savoir son idée sur l'énumération des univers calculables possibles de Turing. 
Dans une revue de 2002 du NKS, le prix Nobel et physicien des particules élémentaires Steven Weinberg a écrit : « Wolfram lui-même est un physicien des particules élémentaires dépassé, et je suppose qu'il ne peut pas résister à l'envie d'essayer d'appliquer son expérience des programmes informatiques numériques aux lois de la nature. Cela l'a conduit à l'opinion (également abordée dans un article de Richard Feynman de 1981) selon laquelle la nature est discrète plutôt que continue. Il suggère que l'espace est constitué d'un ensemble de points isolés, comme les cellules d'un automate cellulaire, et que même le temps s'écoule en étapes discrètes. Suivant une idée d'Edward Fredkin, il conclut que l'univers lui-même serait alors un automate, comme un ordinateur géant. C'est possible, mais je ne vois aucune motivation à ces spéculations, à part le fait que c'est le genre de système auquel Wolfram et d'autres se sont habitués dans leur travail sur ordinateur. Ainsi, un charpentier pourrait-il, en regardant la lune, supposer qu'elle est faite de bois. » 
Plus récemment, le prix Nobel Gerard 't Hooft a également suggéré une théorie unificatrice de la gravité quantique basée sur les automates cellulaires comme interprétation de la théorie des supercordes, où les équations de l'évolution sont classiques : « La théorie des cordes bosoniques et la théorie des supercordes peuvent être reformulées en termes de base spéciale d'états, définie sur un réseau espace-temps avec une longueur de réseau {\displaystyle 2\pi {\sqrt {\alpha '.}}} »

### Sélection naturelle
L'affirmation de Wolfram selon laquelle la sélection naturelle n'est pas la cause fondamentale de la complexité en biologie a conduit le biologiste Chris Lavers à déclarer que Wolfram ne comprend pas la théorie de l'évolution.

### Originalité
Le NKS a été fortement critiqué comme n'étant pas original ou suffisamment important pour justifier son titre et ses revendications. 
La manière autoritaire dont le NKS présente un grand nombre d'exemples et d'arguments a été critiquée car elle a conduit le lecteur à croire que chacune de ces idées était inédite à Wolfram. Notamment, l'un des nouveaux résultats techniques les plus substantiels présentés dans le livre, à savoir que l'automate cellulaire de la règle 110 est de Turing-complet, n'a pas été prouvé par Wolfram, mais par son assistant de recherche, Matthew Cook. Cependant, la section des notes à la fin de son livre reconnaît bon nombre de découvertes faites par ces autres scientifiques en citant leur nom ainsi que des faits historiques, bien que ce ne soit pas sous la forme d'une section bibliographique traditionnelle. En outre, l'idée que des règles très simples génèrent souvent une grande complexité est déjà une idée établie en science, notamment dans la théorie du chaos et des systèmes complexes. 